# Klaus Ofner
Klaus Ofner (Murau, 15 de agosto de 1968) es un deportista austríaco que compitió en esquí en la modalidad de combinada nórdica.
Participó en dos Juegos Olímpicos de Invierno, en los años 1988 y 1992, obteniendo una medalla de bronce en Albertville 1992, en la prueba por equipo (junto con Stefan Kreiner y Klaus Sulzenbacher).
Ganó dos medallas en el Campeonato Mundial de Esquí Nórdico de 1991, oro en la prueba por equipo y bronce en el trampolín normal + 15 km individual.

## Palmarés internacional
| Juegos Olímpicos   | Juegos Olímpicos       | Juegos Olímpicos  | Juegos Olímpicos          |
| Año                | Lugar                  | Medalla           | Prueba                    |
| ------------------ | ---------------------- | ----------------- | ------------------------- |
| 1992               | Albertville (Francia)  | Medalla de bronce | TN + 3 × 10 km por equipo |
| Campeonato Mundial |                        |                   |                           |
| Año                | Lugar                  | Medalla           | Prueba                    |
| 1991               | Val di Fiemme (Italia) | Medalla de oro    | TN + 3 × 10 km por equipo |
| 1991               | Val di Fiemme (Italia) | Medalla de bronce | TN + 15 km individual     |